# I Turn to You
I Turn to You – piosenka R&B/soul pochodząca ze ścieżki dźwiękowej do filmu Kosmiczny mecz (1996). Napisany przez Diane Warren oraz wyprodukowany przez Jamesa Harrisa III i Terry’ego Lewisa, utwór wykonywany jest przez amerykańską grupę muzyczną All-4-One.
Ballada doczekała się dwóch oficjalnych coverów: pierwszego w wykonaniu piosenkarki popowej Christiny Aguilery (patrz niżej) oraz drugiego, nagranego przez filipińską wokalistkę Ninę Girado na album Nina Sings the Hits of Diane Warren (2008).

## Wersja Christiny Aguilery

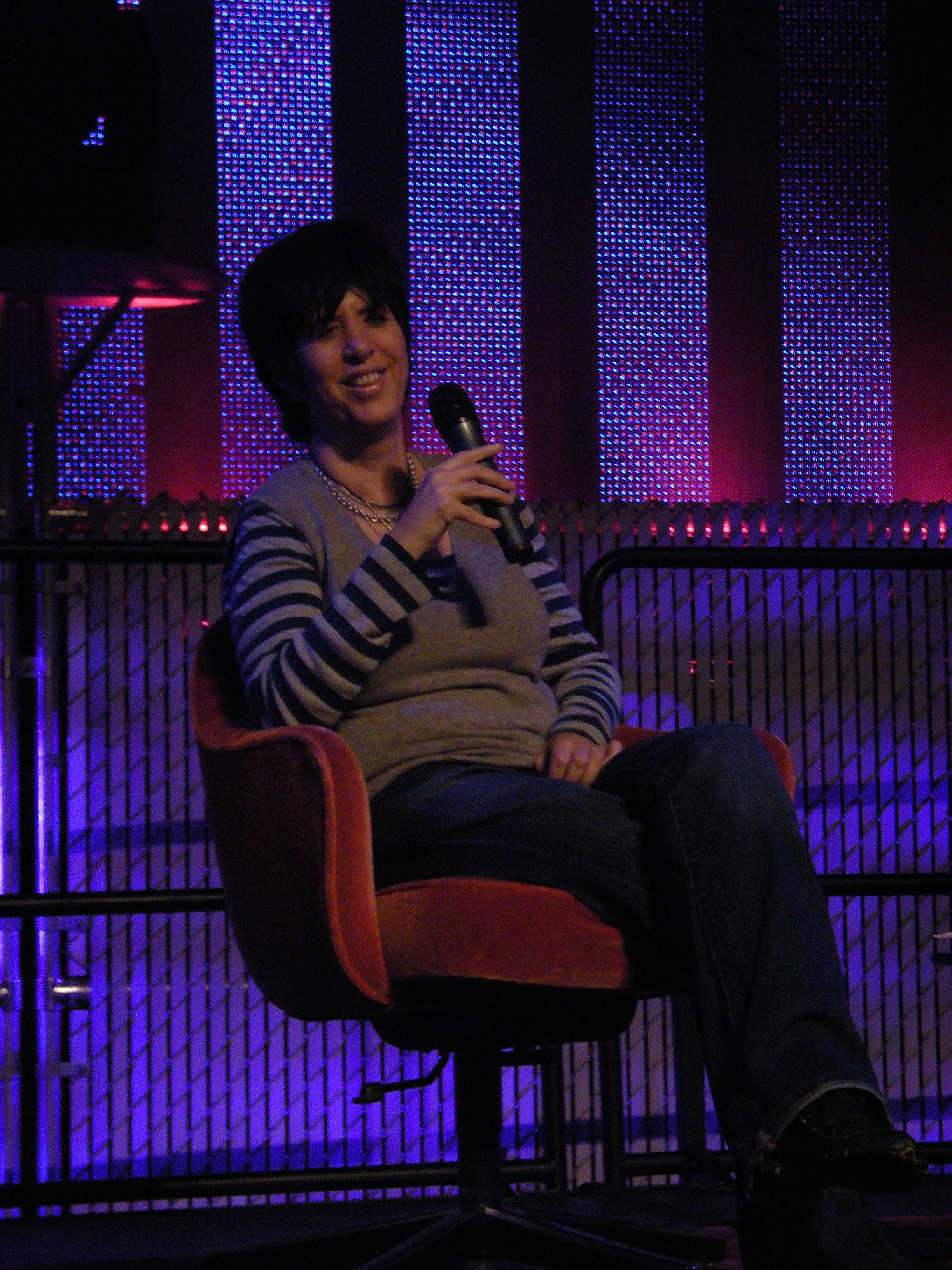
Diane Warren, autorka ballady.

Na przestrzeni lat 1998–'99 amerykańska piosenkarka Christina Aguilera nagrywała popową wersję piosenki, zamieszczoną potem na jej debiutanckim albumie studyjnym zatytułowanym, po prostu, Christina Aguilera (1999). Wyprodukowany przez Guya Roche, utwór wydany został jako trzeci singel promujący krążek dnia 13 czerwca 1999 roku.
Singel odniósł sukces komercyjny. Był numerem jeden w Austrii, Singapurze i Salwadorze. Osiągnął pozycję #3 listy Billboard Hot 100 oraz spędził na niej cztery tygodnie z rzędu. W Wielkiej Brytanii dotarł do miejsca dziewiętnastego w notowaniu UK Singles Chart, a w zestawieniu najpopularniejszych singli w Australii uplasował się na miejscu #40. Zdobył także szczyt argentyńskiej listy przebojów airplayowych oraz zestawienia najpopularniejszych singli na Filipinach. Odbiór utworu przez krytyków muzycznych był zasadniczo mieszany.

### Informacje o utworze
„I Turn to You” to ballada muzyczna, hybryda gatunków popu, soulu oraz soft rocka. Jej autorką jest Diane Warren. Kompozytorka napisała utwór w 1996 roku dla kwartetu rhythmandbluesowego All-4-One, specjalnie na ścieżkę dźwiękową do filmu Kosmiczny mecz (1996); po dwóch latach Christina Aguilera nagrała cover utworu, tym samym popularyzując go. Tekst piosenki wyraża wdzięczność i przywiązanie podmiotu lirycznego wobec bliskiej osoby (przyjaciela, kochanka lub partnera), jest odą śpiewaną dla niej w podzięce za pomoc w „odnalezieniu światła w deszczu”. Narrator dziękuje przyjacielowi za to, że jest, gdy ten traci wiarę. Z innej perspektywy można spojrzeć na tekst jako na gest podziękowania złożony autorytetowi rodzica. Dziennikarka muzyczna Bianca Gracie uważa, że nagranie dedykowane jest matce wykonawczyni, Shelly Loraine Fidler. W utworze głos Aguilery opiera się na oktawie F5. Warren uznała, że jej ballada perfekcyjnie pasuje do swojej wykonawczyni. W 2000 Aguilera nagrała hiszpańskojęzyczną wersję piosenki na swój pierwszy album z muzyką latynoską, Mi Reflejo. Utwór rozpoczął w karierze swej wykonawczyni swoistą tradycję na publikowanie ballad w postaci drugiego lub trzeciego singla promującego album, z którego dana piosenka pochodzi. Zgodnie z prekursorem, w kolejnych latach wydane zostały balladyczne single: „Por siempre tú” (2000), „Beautiful” (2002), „Hurt” (2006), „You Lost Me” (2010) oraz „Just a Fool” (2012), wszystkie jako drugie z krążków, na których były zawarte.

### Wydanie singla
1 kwietnia 2000 piosenkę wysłano do światowych stacji radiowych. W drugiej połowie roku nastąpiła premiera singla na płytach kompaktowych. 13 czerwca single CD wydano w Stanach Zjednoczonych, a 25 lipca w Wielkiej Brytanii. W Polsce ukazał się krążek złożony z remiksów „I Turn to You”, których autorami był duet D.U.I. – mieszkający w USA Polacy Marek Jachimczuk oraz Adam Balawender.
Powtarzając sukces singli „Genie in a Bottle” i „What a Girl Wants”, „I Turn to You” uplasował się w Top 3 notowaniu Billboard Hot 100, okupując miejsce trzecie. Singel okazał się popularny również na innych listach magazynu Billboard; zajął miejsce piąte na liście Adult Contemporary, drugie na Adult Contemporary Recurrents, siódme na Hot 100 Airplay oraz ósme na Top 40 Mainstream. Mimo słabej promocji medialnej, utwór obejmował wysokie pozycje na światowych listach przebojów. Był numerem jeden w Austrii. W Kanadzie, na liście Nielsen SoundScanu Canadian Singles Chart, ballada zajęła miejsce #10, a w Nowej Zelandii, na liście Top 40 Singles wydawanej przez RIANZ – miejsce #11. „I Turn to You” został hitem z Top 20 notowań w Brazylii (miejsce #3 tamtejszej listy przebojów), Indonezji (#5), Irlandii (#17) i Wielkiej Brytanii (#19). Z największym tryumfem spotkał się jednak w Argentynie i na Filipinach, gdzie osiągnął szczyty zestawień przebojów tak singlowych, jak airplayowych. Był numerem jeden w notowaniu MTV Asia Hitlist. Singel zajął też miejsce dziesiąte na liście European Hot 100 Singles oraz szóste na United World Chart. Mniejsze sukcesy piosenka odnotowała na terenie Australii i Niemczech, plasując się kolejno na pozycjach #40 i #65 tamtejszych notowań.
Łącznie sprzedano blisko milion osiemset tysięcy egzemplarzy singla na całym globie.

### Opinie
Piosenka została uwzględniona na listach najlepszych utworów nagranych przez Christinę Aguilerę. Bill Lamb, redaktor serwisu internetowego About.com, przypisał „I Turn to You” miejsce dziewiąte w rankingu dziesięciu najlepszych singli wokalistki. Nana-Adwoa Ofori (AOL Radio) uplasowała balladę na pozycji #8 podobnego zestawienia. Portal PopCrush również zestawił singel wśród najlepszych piosenek artystki, argumentując: „'I Turn to You’ to pierwsza ballada na naszej liście ulubionych utworów Christiny Aguilery. Utwór udowadnia, w jak niesamowity sposób ta dziewczyna potrafi zaśpiewać najwyższe dźwięki (...)”. Zdaniem serwisu iloveindia.com, cover „I Turn to You” to jedna z dziesięciu najlepszych piosenek dotyczących przyjaźni, jakie powstały. Według redaktorów witryny the-rockferry.onet.pl, singel jest jedną z dziesięciu najlepszych kompozycji nagranych przez Aguilerę w latach 1997–2010. W zestawieniu stu najważniejszych utworów artystki z tego okresu serwis przypisał balladzie pozycję #10. Pod koniec sierpnia 2014 roku Jason Lipshutz, redaktor magazynu Billboard, uznał singel za jeden z dziesięciu największych hitów Aguilery w Stanach Zjednoczonych. Bianca Gracie z serwisu o nazwie Idolator stwierdziła, że „I Turn to You” odseparował Aguilerę od innych wokalistek popowych za sprawą jej możliwości wokalnych, zainaugurowanych w utworze.

#### Recenzje
„I Turn to You” w wersji śpiewanej przez Aguilerę uzyskał tak pozytywne, jak i mieszane (neutralne) recenzje krytyków muzycznych. Pamfleciści strony internetowej ukmix.org pochwalili wokalną interpretację ballady przez Aguilerę oraz uznali, że piosenka doskonale pasuje do artystki. Dodatkowo, w recenzji jednego z opiniodawców, padł głos o braku oryginalności utworu, który jednak został podsumowany jako „pełen emocji”. Recenzent witryny o nazwie Traveling to the Heart wydał następujące omówienie: „Ballady Diane Warren z trudem odnoszą sukces. (Wydanie przeboju w postaci tychże ballad – przyp.) jest to wyczyn, którego wielu artystów nie może osiągnąć, zwłaszcza w pierwszych latach swojej działalności. Na swoim pierwszym albumie Christina Aguilera zawarła dwa utwory Diane Warren. Niestety, 'I Turn to You’ jest tym słabszym. Piosenka traktuje o dziewczynie, która zwraca się z prośbą o pomoc do kogoś bliskiego, kiedy jest przestraszona. Tekst piosenki jest banalny. (...) Aguilera ratuje warstwę liryczną dzięki dojrzałemu głosowi, który pozwala wnieść w utwór więcej emocji niż ten zasługuje. (...) Prawdziwą atrakcją 'I Turn to You’ jest jednak uderzenie wokalistki w wysoką oktawę przy okazji odśpiewywania wersu ‘To carry on’. (...)”

### Teledysk
W wideoklipie do utworu Christina Aguilera spaceruje ulicami miasta, śpiewając. Dramatyczna fabuła teledysku skupia się na młodej dziewczynie, która – uległszy wypadkowi samochodowemu – zwraca się o pomoc do matki. Klip kręcono w dniach 24–26 lutego 2000 roku w Los Angeles. Tożsamość reżysera teledysków do „I Turn to You” i „Por siempre tú” (wersji hiszpańskojęzycznej) nie jest do końca znana. W momencie wydania w 2000 r., MTV opisywała klipy podczas ich emisji jako wyreżyserowane przez Ruperta C. Almonta, jednak DVD Deluxe Edition kompilacji Keeps Gettin' Better – A Decade of Hits (2008) za twórcę klipów podaje Richarda C. Allena. Istnieje prawdopodobieństwo, że obydwa nazwiska są pseudonimami Josepha Kahna, ponieważ pojawił się on w dokumentalnym programie typu „making of”, relacjonującym kulisy powstawania teledysków. „I Turn to You” jest pierwszym w karierze Aguilery wideoklipem, w którym nie wystąpili tancerze. Klip po raz pierwszy zaprezentowany został 10 kwietnia 2000 na antenie stacji telewizyjnej MTV, w programie Total Request Live. Elizabeth Learned, redaktorka witryny thecelebritycafe.com, uwzględniła wideo w zestawieniu dziesięciu najlepszych teledysków w karierze Aguilery, na miejscu piątym.

### Promocja i wykonania koncertowe
Wkrótce przed wydaniem swojego debiutanckiego albumu Aguilera wykonała „I Turn to You” przed publicznością zgromadzoną w Four Seasons Hotel w Los Angeles. W roku 1999 wystąpiła z piosenką na Disney Summer Jam, imprezie młodzieżowej organizowanej przez Disney Music Group. Pojawiła się w roli cameo w odcinku „Let’s Eat Cake” dziesiątego sezonu serialu dla nastolatków FOX-u Beverly Hills, 90210, występując w roli samej siebie i śpiewając balladę na przyjęciu urodzinowym jednego z bohaterów. 19 marca 2000 roku Aguilera wykonała singlowe utwory „Genie in a Bottle” i „I Turn to You” podczas programu telewizji syndykacyjnej Showtime at the Apollo. Na jesieni 2000 odśpiewała utwór podczas wizyt w studio programów The Rosie O’Donnell Show i Saturday Night Live, których była gościem. Grudniem roku 2000 wystąpiła z wnikliwie opracowaną choreografią podczas show ABC ABC Christmas Special (znanego też jako 25 Days of Christmas), odśpiewując w sumie osiem utworów, w tym także „Genie in a Bottle” i „What a Girl Wants”, oraz wieńcząc koncert interpretacją szlagiera „Climb Ev’ry Mountain” z musicalu The Sound of Music. Artystka pojawiła się na galach American Teacher Awards 1999, American Music Awards 2000, VH1 2000 Men Strike Back, 2000 MuchMusic Video Awards i Essence Awards 2000, również wówczas wykonując singel przed publicznością.
„I Turn to You” był stałym elementem poszczególnych tras koncertowych Aguilery. Od lipca do października 2000 był wykonywany podczas serii koncertów w tournée Sears & Levis US Tour, a w styczniu i lutym 2001 – podczas trasy Christina Aguilera Latin American Tour 2001.

### Spuścizna
We wrześniu 2013 roku amerykańska piosenkarka Lady Gaga wyznała, że „I Turn to You” Aguilery to utwór, który służył jej za inspirację we wczesnym etapie rozwoju możliwości wokalnych. W maju 2020 piosenka została wykonana przez Samanthę Diaz (ps. „Just Sam”) w programie muzycznym telewizji ABC American Idol. Z balladą występowali też uczestnicy takich talent shows, jak The Voice (2014) czy Spain’s Got Talent.

### Listy utworów i formaty singla
| Amerykański singel CD #1 1. „I Turn to You” (Music Intro/Radio Edit) – 4:04 2. „Por siempre tú” – 4:03 Amerykański singel CD #2 1. „I Turn to You” (Radio Edit) – 3:53 2. „I Turn to You” (Music Intro/Radio Edit) – 4:03 3. „I Turn to You” (Suggested Call Out Hook) – 0:14 Brytyjski singel CD 1. „I Turn to You” (Radio Edit) – 3:59 2. „I Turn to You” (Music Intro/Radio Edit) – 4:04 3. „What a Girl Wants” (Thunderpuss Fiesta Edit) – 3:27 4. „What a Girl Wants” (Thunderpuss Dirty Radio Mix) – 3:16 Meksykański singel/promo CD 1. „I Turn to You” (Radio Edit) – 3:59 2. „I Turn to You” (Music Intro/Radio Edit) – 4:03 3. „Por siempre tú” – 4:03 4. „I Turn to You” (Cuttfather & Joe Remix) – 4:15 5. „I Turn to You” (Thunderpuss Remix) – 4:20 | Amerykański maxi-singel 1. „I Turn to You” (Radio Edit) – 3:53 2. „What a Girl Wants” (Eddie Arroyo Down Tempo Killer Mix) – 4:20 3. „I Turn to You” (wideoklip) Szwedzki maxi-singel 1. „I Turn to You” (Radio Edit) – 3:53 2. „I Turn to You” (Radio Edit) – 4:03 3. „What a Girl Wants” (Fiesta Edit) – 3:26 4. „What a Girl Wants” (Thunderpuss Radio Remix) – 3:16 - „Album Version” – 4:37 - „Spanish Version” – 4:03 - „Radio Edit” – 3:59 - „Music Intro/Radio Edit” – 4:04 - „Suggested Call Out Hook” – 0:14 - „Eddie Arroyo Down Tempo Killer Mix” – 4:20 - „Thunderpuss Radio Remix/Thunderpuss Dirty Radio Mix” – 3:16 |

### Twórcy
| - Główne wokale: Christina Aguilera - Produkcja, aranżacja i programming: Guy Roche - Autor: Diane Warren - Mixer: Mick Guzauski - Inżynier dźwięku: Mario Luccy, współpr. Tom Bender, David Mash | - Mastering: Eddy Schreyer - Producent wykonawczy: Diane Warren, Ron Fair, współpr. Doreen Dorian - Gitara: Tim Pierce, Michael Thompson - Syntezator Mooga: John Glaser - Wokale wspierające: Christina Aguilera, Sue Ann Carwell |

### Pozycje na listach przebojów
| Kraj/region                  | Notowanie (2000)              | Wydawca                          | Najwyższa pozycja |
| ---------------------------- | ----------------------------- | -------------------------------- | ----------------- |
| Argentyna                    | Top 100 Airplay               | IFPI                             | 1                 |
| Australia                    | Top 100 Singles               | ARIA Charts                      | 40                |
| Austria                      | Top 75 Singles                | Ö3 Austria Top 40                | 1                 |
| Azja                         | MTV Asia Hitlist              | MTV Asia                         | 1                 |
| Belgia (Flandria)            | Ultratop 50                   | Ultratop                         | 30                |
| Belgia (Region Waloński)     | Ultratop 40                   | Ultratop                         | 33                |
| Brazylia                     | Top 100 Singles               | Billboard Brasil                 | 3                 |
| Chile                        | Top 10 Singles                | El Siglo de Torreón              | 3                 |
| Chorwacja                    | Official Singles Chart        | HRT                              | 4                 |
| Europa                       | Hot 100 Singles               | Billboard                        | 10                |
| Europa                       | Radio Top 50                  | Music & Media                    | 16                |
| Europa niemieckojęzyczna     | Top 20 Airplay                | Music & Media                    | 11                |
| Filipiny                     | Official Singles Chart        | PARI                             | 1                 |
| Finlandia                    | Official Airplay Chart        | Musiikkituottajat                | 17                |
| Hiszpania                    | Top 40 Airplay                | PROMUSICAE                       | 38                |
| Holandia                     | Dutch Top 40                  | MegaCharts                       | 40                |
| Holandia                     | Mega Single Top 100           | MegaCharts                       | 50                |
| Holandia                     | Top 25 Airplay                | Aircheck Nederland/Music & Media | 12                |
| Indonezja                    | Official Singles Chart        | LIMA                             | 5                 |
| Irlandia                     | Top 50 Singles                | IRMA                             | 17                |
| Kanada                       | Top 200 Singles               | Nielsen SoundScan                | 10                |
| Malezja                      | Official Singles Chart        | RIM                              | 9                 |
| Niemcy                       | Top 100 Singles               | Media Control Charts             | 65                |
| Nowa Zelandia                | Top 40 Singles                | RIANZ                            | 11                |
| Polska                       | Official Airplay Chart        | Music & Media                    | 6                 |
| Polska                       | Top 30 Singles                | 30 ton – lista, lista przebojów  | 29                |
| Republika Południowej Afryki | Top 100 Singles               | RISA                             | 6                 |
| Salwador                     | Top 10 Singles                | El Siglo de Torreón              | 1                 |
| Singapur                     | Official Singles Chart        | SPVA                             | 1                 |
| Skandynawia                  | Top 20 Airplay                | Music & Media                    | 17                |
| Stany Zjednoczone            | Adult Contemporary            | Billboard                        | 5                 |
| Stany Zjednoczone            | Adult Contemporary Recurrents | Billboard                        | 2                 |
| Stany Zjednoczone            | Billboard Hot 100             | Billboard                        | 3                 |
| Stany Zjednoczone            | Billboard Hot 100 Airplay     | Billboard                        | 7                 |
| Stany Zjednoczone            | Hot 100 Singles Sales         | Billboard                        | 1                 |
| Stany Zjednoczone            | Pop 100                       | Billboard                        | 11                |
| Stany Zjednoczone            | R&R CHR/Pop Charts            | Radio & Records                  | 7                 |
| Stany Zjednoczone            | Rhythmic Top 40               | Billboard                        | 10                |
| Stany Zjednoczone            | Top 40 Mainstream (Pop Songs) | Billboard                        | 8                 |
| Stany Zjednoczone            | Top 40 Tracks                 | Billboard                        | 11                |
| Szwajcaria                   | Top 100 Singles               | Schweizer Hitparade              | 30                |
| Szwecja                      | Top 60 Singles                | Sverigetopplistan                | 47                |
| Świat                        | United World Chart            | Media Traffic                    | 6                 |
| Świat                        | World Chart Show              | High Energy Radio/Radio Express  | 3                 |
| Wielka Brytania              | UK Singles Chart              | OCC                              | 19                |

#### Listy końcoworoczne
| Kraj              | Notowanie (2000)          | Wydawca                         | Pozycja |
| ----------------- | ------------------------- | ------------------------------- | ------- |
| Brazylia          | Top 100 Singles           | Billboard Brasil                | 24      |
| Stany Zjednoczone | Billboard Hot 100         | Billboard                       | 42      |
| Stany Zjednoczone | Billboard Hot 100 Airplay | Billboard                       | 44      |
| Świat             | World Chart Show          | High Energy Radio/Radio Express | 35      |

### Sprzedaż i certyfikaty
| Kraj                         | Wydawca                         | Certyfikat | Sprzedaż |
| ---------------------------- | ------------------------------- | ---------- | -------- |
| Korea Południowa             | Korea Music Content Association | –          | 83,215+  |
| Republika Południowej Afryki | RISA                            | złoto      | 25,000+  |

### Historia wydania
| Region            | Data            | Format    |
| ----------------- | --------------- | --------- |
| Świat             | 1 kwietnia 2000 | airplay   |
| Stany Zjednoczone | 13 czerwca 2000 | singel CD |
| Wielka Brytania   | 25 lipca 2000   | singel CD |